# I'll Be There for You (píseň, The Rembrandts)
I’ll Be There for You (Budu tu pro tebe) je píseň americké skupiny The Rembrandts z alba LP z roku 1995. Jako singl vyšla píseň v roce 1995. Píseň je použita v úvodních titulcích amerického seriálu Přátelé.
Píseň se držela po osm týdnů na špičce Billboard Hot 100 Airplay chart. Když byl singl vydán, dosáhl druhého místa ve Velké Británii a sedmnáctého v Billboard Hot 100 jako strana B „This House is not a Home“.
Videoklip je také celosvětově úspěšný. Objevuje se v něm všech šest hlavních postav ze seriálu, které postupně převezmou pěvecké a taneční role od členů skupiny. Videoklip je obsažen jako bonus na několika DVD Boxsetech.

## Seznam skladeb
1. I’ll Be There For You – (3:09)
2. Fixin’ To Blow – (5:03)

## Seznam skladeb (Maxi-Singl)
1. I’ll Be There For You (Theme From „Friends“) – (3:09)
2. Fixin’ To Blow – (5:03)
3. Just The Way It Is, Baby – (4:06)
4. Snippets Medley – (6:46)